# Air Mekong
Air Mekong – wietnamska linia lotnicza z siedzibą w Phú Quốc. Została założona w 2009, operacje lotnicze rozpoczęto 9 października 2010. Była drugą prywatną linią lotniczą w Wietnamie, po Indochina Airlines (zlikwidowana w 2009).
W 2013 w związku z zadłużeniem Air Mekong bezterminowo zawiesił wszystkie loty. W styczniu 2015 wietnamskie Ministerstwo Transportu cofnęło przewoźnikowi licencję przyznającą możliwość prowadzenia działalności.

## Flota
Air Mekong dzierżawił cztery samoloty Bombardier CRJ 900 od Skywest Airlines, każdy wyposażony w 90 miejsc w klasie biznes i ekonomicznej.